# جورج كريستنسن (لاعب كرة قدم أمريكية)
جورج كريستنسن (بالإنجليزية: George Christensen)‏ هو لاعب كرة قدم أمريكية أمريكي، ولد في 13 ديسمبر 1909 في بيندلينتون في الولايات المتحدة، وتوفي في 1 يوليو 1968 في أسبن في الولايات المتحدة بسبب نوبة قلبية.

## وصلات خارجية
- جورج كريستنسن على موقع مرجع كرة القدم المحترفة.كوم (الإنجليزية)